# Pucangarum
Pucangarum is een bestuurslaag in het regentschap Bojonegoro van de provincie Oost-Java, Indonesië. Pucangarum telt 3113 inwoners (volkstelling 2010).